# Gunagado
Gunagado (aussi Gunu Gadu, Gunagadow ou Gunagudo) est un woreda de la zone Jarar, dans la région Somali, en Éthiopie. Le woreda a 112 924 habitants en 2007. Il porte le nom de son centre administratif.

## Situation
Le centre administratif du woreda se trouve autour de 880 m d'altitude, à 275 km au sud de Djidjiga, capitale de la région Somali, et à 68 km au sud-est de Degehabur, capitale de la zone Jarar.

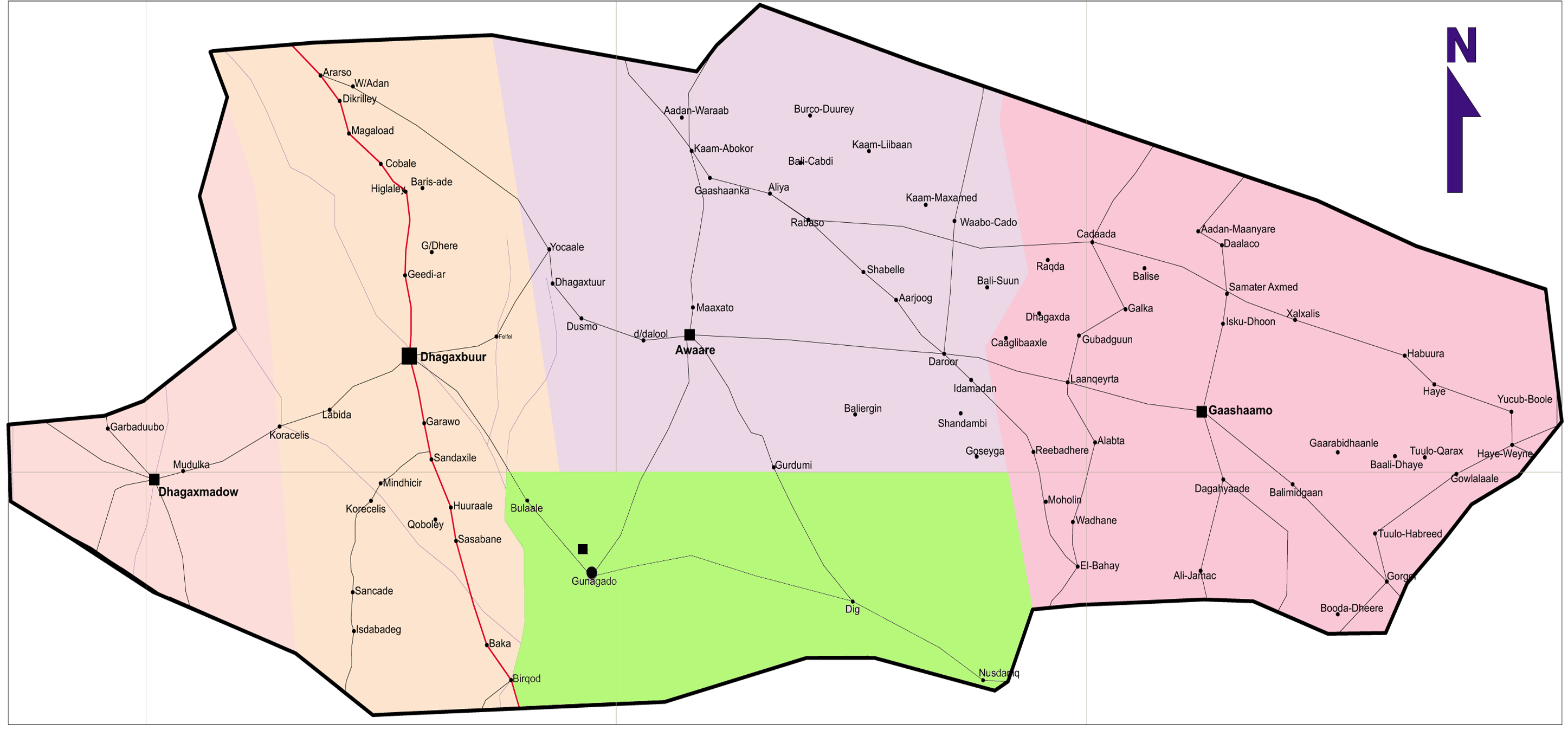
Situation du woreda Gunagado dans la zone Jarar.

- Situation du woreda Gunagado dans la zone Jarar.

## Histoire
Le woreda est le lieu d'une victoire italienne pendant la bataille de l'Ogaden de 1936. 
Gunagado a fait partie du woreda Aware jusqu'au recensement de 2007.

## Population
Le woreda compte 112 924 habitants au recensement de 2007 dont 7,2 % de population urbaine,.
En 2021, la population du woreda est estimée (par projection des taux de 2007) à 129 315 personnes.